# Телеоптик
«Телеоптик» (серб. ФК Телеоптик) — сербский футбольный клуб из района Земун на северо-западе Белграда в одноименном округе в центральной Сербии.

## История
Клуб основан в 1952 году, домашние матчи клуб проводит на стадионе «Земунело», вмещающем 5 000 зрителей. «Телеоптик» является фарм-клубом белградского «Партизана», в связи с чем не может выйти в Суперлигу. Выступал в региональных лигах Югославии, а в период когда страна начала распадаться на суверенные государства, «Телеоптик» подписал соглашение о партнерстве с «Партизаном». Одним из самых ярких проявлений этого сотрудничества стало строительство стадиона «СК Партизан-Телеоптик», который был официально открыт в мае 1998 года.
В сезоне 1998/99 годов в период бомбардировок страны силами НАТО, клуб финишировал вторым в Сербской лиге и вышел во Вторую лигу чемпионата Югославии. После того как в дебютном сезоне команда сохранила прописку в дивизионе, в сезоне 2000/01 годов «Телеоптик» завершил чемпионат на высоком пятом месте. «Телеоптик» не смог избежать вылет в сезоне 2002 года когда произошла смена формата проведения чемпионата.
После семи сезонов подряд, которые команда провела в Сербской лиге, «Телеоптик» наконец-то выиграл плей-офф за право выхода в Первую лигу Сербии у команды «Тимок». Следующие пять сезонов клуб провел во втором дивизионе национального чемпионата, пока в 2014 году не покинул его.

## Статистика выступлений в национальных турнирах
| Сезон   | Лига        | Лига | Лига | Лига | Лига | Лига | Лига | Лига | Лига | Кубок      |
| Сезон   | Дивизион    | Иг   | В    | Н    | П    | ЗМ   | ПМ   | О    | М    | Кубок      |
| ------- | ----------- | ---- | ---- | ---- | ---- | ---- | ---- | ---- | ---- | ---------- |
| 2006/07 | 3 — Белград | 34   | 16   | 6    | 12   | 46   | 34   | 54   | 6-е  | Р1         |
| 2007/08 | 3 — Белград | 30   | 13   | 10   | 7    | 41   | 18   | 49   | 4-е  | Р1         |
| 2008/09 | 3 — Белград | 30   | 22   | 5    | 3    | 54   | 13   | 71   | 2-е  | —          |
| 2009/10 | 2           | 34   | 14   | 8    | 12   | 38   | 31   | 50   | 6-е  | —          |
| 2010/11 | 2           | 34   | 9    | 12   | 13   | 35   | 44   | 39   | 13-е | 1/4 финала |
| 2011/12 | 2           | 34   | 12   | 13   | 9    | 45   | 26   | 49   | 8-е  | Р1         |
| 2012/13 | 2           | 34   | 8    | 12   | 14   | 25   | 43   | 36   | 13-е | Р1         |
| 2013/14 | 2           | 30   | 8    | 7    | 15   | 35   | 40   | 31   | 15-е | Р1         |
| 2014/15 | 3 — Белград | 30   | 20   | 6    | 4    | 70   | 21   | 66   | 2-е  | ПопР       |
| 2015/16 | 3 — Белград | 30   | 17   | 9    | 4    | 48   | 23   | 60   | 2-е  | —          |